# Vaccinium dendrocharis
Vaccinium dendrocharis är en ljungväxtart. Vaccinium dendrocharis ingår i Blåbärssläktet, och familjen ljungväxter.

## Underarter
Arten delas in i följande underarter:
- V. d. dendrocharis
- V. d. talle